# 長谷工不動産ホールディングス
株式会社長谷工不動産ホールディングス（はせこうふどうさんホールディングス）は、東京都港区に本社を置く、長谷工グループの不動産分譲事業を統括する企業。

## 概要

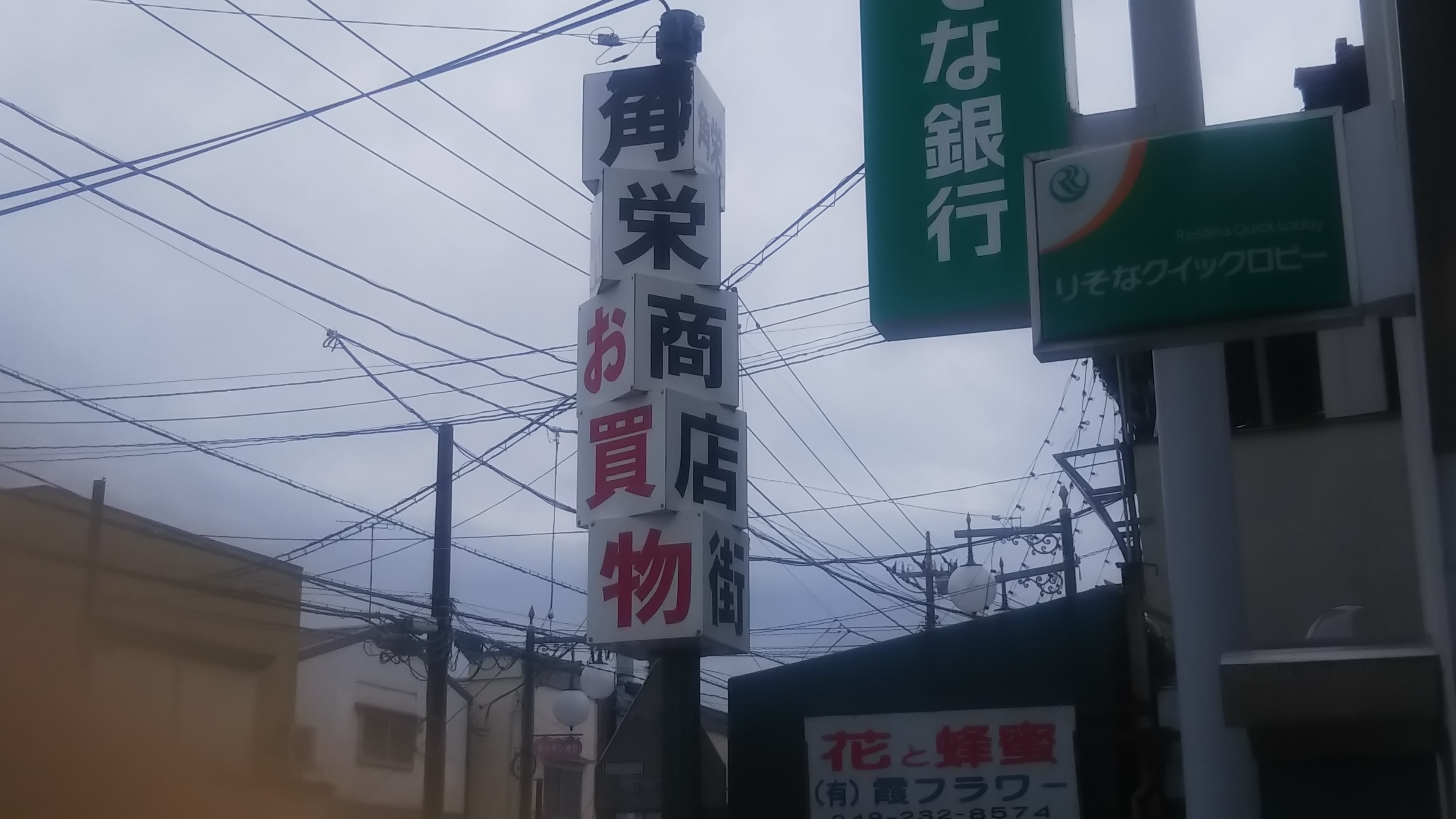
角栄建設が分譲した角栄商店街の看板（埼玉県川越市）

設立当時の社名は角栄建設株式会社。関東地方を地盤にマンション、宅地の開発、建設、販売を手がけていた。角栄は元総理大臣の田中角栄とは全く関係無く、当時の会社が角地に有り、創業者である角田式美が将来ますます栄えるようにと角栄の名を付けたといわれる。また、当時の社章は四角のマスを重ねた中に、栄の文字が入っていたものを使用していた。
長銀をメインバンクとしていたが、長銀破綻の影響で倒産。その後、ジョイント・コーポレーションが株式を取得し、子会社化した。会社更生手続き終結後の2008年4月にはジョイント・コーポレーションの不動産分譲事業統合により、エルカクエイが同じく同社傘下のジョイント・ランドを吸収合併し、株式会社ジョイント・レジデンシャル不動産に変更している。
しかし、2009年5月29日、2008年からの金融危機の影響で資金繰りに行き詰まり、2度目の倒産となった。親会社のジョイント・コーポレーションとともに、TPG と英・サヴィルズグループが共同出資する会社の支援を受けて再建を果たし、2015年12月に親会社が長谷工コーポレーションの子会社となった事に伴い長谷工グループ入りした。
その後の2017年4月、現社名に変更し、ジョイント・コーポレーションとジョイント・プロパティの他、総合地所の3社を傘下に置く持株会社へ衣替え。2000年の倒産時に、当社に救いの手を差し伸べたジョイント・コーポレーションを逆に子会社化する形となった。

## 沿革
- 1958年（昭和33年） - 角栄建設株式会社として設立。
- 1963年（昭和38年） - 株式額面変更を目的に休眠会社と合併[2]。
- 1989年（平成元年） - 株式会社エルカクエイに商号変更。
- 2000年（平成12年）
  - 2月15日 - 会社更生法の適用を申請。負債総額は約1500億円[2]。
  - 5月12日 - 更生手続きの開始決定。ジョイント・コーポレーション社長の東海林義信が更生管財人に就任。
- 2001年（平成13年）
  - 5月16日 - 東証・大証上場廃止。
  - 7月30日 - ジョイント・コーポレーションの更生計画案認可。
- 2005年（平成17年）7月29日 - 更生手続終結。
- 2008年（平成20年）4月1日 - 株式会社ジョイント・ランドを合併。株式会社ジョイント・レジデンシャル不動産に商号変更。
- 2009年（平成21年）5月29日 - 2度目となる会社更生法の適用を申請。負債総額は約204億円[3]。
- 2010年（平成22年）
  - 5月31日 - 更生計画認可決定。
  - 12月24日 - スポンサーの株式会社レノの傘下となる。
- 2012年（平成24年）5月 - スポンサーが株式会社レノから、TPG と英・サヴィルズグループに変更。
- 2013年（平成25年）3月 - 更生手続終結。
- 2017年（平成29年）4月1日 - 株式会社長谷工不動産ホールディングスに商号変更。総合地所、ジョイント・コーポレーション、ジョイント・プロパティを当社の子会社とする。
- 2019年（平成31年）4月1日 - 長谷工不動産ホールディングスの分譲マンション事業及び賃貸マンション保有事業をジョイント・コーポレーションに移管。ジョイント・コーポレーションは株式会社長谷工不動産に商号変更[4]。